# اریک برت
اریک برت (انگلیسی: Erik Bratt; ۱۶ اوت ۱۹۲۱ – ۱ ژانویهٔ ۲۰۰۲) مهندس عمران، و خلبان اهل کشور سوئد بود. برت در شهر ماریفریا سوئد متولد شد و سپس به مقر گروه ساب در لینشوپینگ سوئد نقل مکان کرد. برادر اریک به نام لارس برت هم با درجه سرهنگی در نیرو نظامی سوئد خدمت می‌کرد. اریک برت در سال ۲۰۰۲ میلادی در سوئد درگذشت.

## فعالیت‌های کاری
برت از اولین کسانی بود که به‌طور جدی ایده استفاده از بال سه‌گوش را در هواپیمای ساب ۳۵ دراکن و سپس ساب ۳۷ ویگن اجرایی و وارد چرخه عملیاتی کرد.